# Lijst van beelden in Valkenswaard
Dit is een (onvolledige) chronologische lijst van beelden in Valkenswaard. Onder een beeld wordt hier verstaan elk driedimensionaal kunstwerk in de openbare ruimte van de Nederlandse gemeente Valkenswaard (gemeente), waarbij beeld wordt gebruikt als verzamelbegrip voor sculpturen, standbeelden, installaties, gedenktekens en overige beeldhouwwerken.
Voor een volledig overzicht van de beschikbare afbeeldingen zie de categorie Beelden in Valkenswaard op Wikimedia Commons.
| Geplaatst | Omschrijving                | Kunstenaar                     | Straat                                     | Plaats           | Materiaal   | Afbeelding        |
| --------- | --------------------------- | ------------------------------ | ------------------------------------------ | ---------------- | ----------- | ----------------- |
| 1919      | Heilig Hartbeeld (Dommelen) |                                | Bergstraat                                 | Dommelen         |             |                   |
| 1928      | St.Nicolaas                 | Atelier Custers                | Markt, Sint-Nicolaaskerk                   | Valkenswaard     |             | St.Nicolaas       |
| 1929      | Carolus Borromeus           | Charles Vos                    | Oranje Nassaustraat                        | Valkenswaard     |             | Carolus Borromeus |
| 1931      | Kruisbeeld                  | Leo Jungblut                   | Karel Mollerstraat Zuid                    | Valkenswaard     |             | Kruisbeeld        |
| 1942      | Heilig Hartbeeld (Borkel)   |                                | Dorpsstraat                                | Borkel en Schaft |             |                   |
| 1953      | Bevrijdingsmonument         | Theo van der Nahmer            | Verzetstrijdersplein                       | Valkenswaard     | brons       | Monument          |
| 1955      | Gevelversiering (reliëf)    | René Smeets                    | John.F.Kennedylaan                         | Valkenswaard     | keramiek    | Reliëf            |
| 1956      | Twee Scholieren             | Theo Stevens                   | Merendreef                                 | Valkenswaard     | kalksteen   | Twee scholieren   |
|           | Spelende Kinderen           |                                |                                            | Valkenswaard     |             |                   |
| 1960      | De Energie                  | Toon Slegers                   | Willibrorduslaan / Hertog Lambrechtsstraat | Valkenswaard     | staal       | Energie           |
| 1960      | Zuil van de Eendracht       | Erich Reischke                 | Geenhovensedreef / Eindhovenseweg          | Valkenswaard     | hardsteen   | Eendracht         |
| 1961      | Servatius (reliëf)          |                                | Dorpsstraat                                | Borkel en Schaft | keramiek    | Servatius         |
| 1966      | De Zonneruiter              | Arthur Spronken                | Julianastraat                              | Valkenswaard     | brons       | De Zonneruiter    |
| 1966      | Sigarenmaker                | Arthur Spronken                | Eindhovenseweg                             | Valkenswaard     | brons       | Sigarenmaker      |
| 1970      | Kompas (oud BS Kompas)      | Hugo Brouwer                   | Barentszstraat                             | Valkenswaard     | keramiek    | Kompas            |
| 1970      | Kristal                     | Arie Berkulin                  | John.F.Kennedylaan                         | Valkenswaard     | ijzer       | Kristal           |
| 1974      | Draagt elkanders Lasten     | Toon Slegers                   | Valkenierstraat                            | Valkenswaard     | brons       |                   |
| 1977      | Balans                      | Lon Pennock                    | Valkenierstraat                            | Valkenswaard     | staal       | Balans            |
| 1977      | Verbondenheid               | Jean Houben                    | Corridor                                   | Valkenswaard     | brons       | Verbondenheid     |
| 1979      | Valkenier                   | Willy van der Putt             | Leenderweg                                 | Valkenswaard     | brons       | Valkenier         |
| 1979      | Verliefd Paartje            | Niek van Leest                 | Kleine Markt                               | Valkenswaard     | brons       | Verliefd Paartje  |
|           | Reliëf (hert)               |                                | Bergstraat52 ..                            | Dommelen         |             | Reliëf            |
| 1987      | Geopend vierkant            | Cyril Lixenberg                | Maastrichterweg                            | Valkenswaard     | cortenstaal | Geopend vierkant  |
| 1993      | De Pintenwipper             | Wim Kappé                      | Martinusplein                              | Dommelen         | brons       |                   |
| 1995      | Optocht(1988)               | Pieter Kortekaas               | Dommelseweg                                | Valkenswaard     | brons       | Optocht           |
|           | (installatie rood)          |                                | Nieuwe Waalreseweg                         | Valkenswaard     | staal       |                   |
| 1996      | Carnavalk                   | Peter van Elderen              | Karel Mollenstraat-Zuid                    | Valkenswaard     | aluminium   | Carnavalk         |
| 1998      | Spiralosaurus               | Koos Verhoeff                  | Tienendreef / Damianusdreef                | Dommelen         | rvs         | Spiralosaurus     |
| 2000      | Het Altaar                  | Harry Verhoeven                | Chr.Ruys van Beerenbroucklaan              | Valkenswaard     | cortenstaal | Het Altaar        |
|           | (sculptuur)                 |                                | Corridor                                   | Valkenswaard     |             |                   |
| 2010 ?    | (sculptuur)                 | Koos Verhoeff ?                | Waalreseweg / Kerkhofstraat (vlaslant)     | Valkenswaard     | cortenstaal |                   |
|           | (sculptuur)                 | Dirk Verberne                  | Dijkstraat                                 | Valkenswaard     | cortenstaal |                   |
| 2010      | Coming out, Being In        |                                |                                            | Valkenswaard     |             |                   |
| 2015      | Ovonde                      | Koos Verhoeff                  | Leenderweg                                 | Valkenswaard     | rvs         | Ovonde            |
| 2016      | In de wolken                | Jos Willems                    | Hoogstraat                                 | Valkenswaard     | brons       | In de Wolken      |
| 2016      | (Geen titel)                | Thierry Ferreira               | Dorpsstraat                                | Borkel en Schaft |             |                   |
| 2017      | Moment Monument             | Coen van Ham                   | Sil, Begraafplaats                         | Valkenswaard     |             |                   |
| 2018      | Houtwagon                   | Bert Staal / Matty Christensen | Europalaan / Bakkerlaan                    | Valkenswaard     | cortenstaal | Houtwagon         |
| 2022      | Feniks                      | Harry Verhoeven                | Markt                                      | Valkenswaard     | cortenstaal | Feniks            |